# Maaike Caelers
Maaike Caelers née le 2 septembre 1990 à Weert aux Pays-Bas est une triathlète professionnelle néerlandaise, championne des Pays-Bas en 2010. 

## Palmarès
Le tableau présente les résultats les plus significatifs (podium) obtenus sur le circuit national et international de triathlon depuis 2010,.
| Année | Compétition                                        | Pays             | Position           | Temps           |
| ----- | -------------------------------------------------- | ---------------- | ------------------ | --------------- |
| 2017  | Coupe du monde - l'étape sprint de Tiszaújváros    | Hongrie          | Médaille de bronze | 1 h 0 min 51 s  |
| 2017  | Championnats du monde de triathlon en relais mixte | Allemagne        | Médaille de bronze | 1 h 22 min 47 s |
| 2014  | Coupe du monde - l'étape d'Antalya                 | Turquie          | Médaille d'or      | 1 h 59 min 31 s |
| 2014  | Coupe du monde - l'étape sprint de Tongyeong       | Corée du Sud     | Médaille de bronze | 2 h 0 min 59 s  |
| 2014  | Coupe d'océanie - l'étape sprint de Pegasus        | Nouvelle-Zélande | Médaille d'argent  | 0 h 29 min 25 s |
| 2013  | WTS Auckland                                       | Nouvelle-Zélande | Médaille d'argent  | 2 h 8 min 23 s  |
| 2012  | WTS Yokohama                                       | Japon            | Médaille de bronze | 1 h 59 min 12 s |
| 2012  | WTS Stockholm                                      | Suède            | Médaille d'argent  | 1 h 0 min 45 s  |
| 2012  | Coupe du monde - l'étape sprint de Tiszaújváros    | Hongrie          | Médaille d'argent  | 0 h 58 min 43 s |
| 2011  | Coupe d'océanie - l'étape sprint de Kinloch        | Nouvelle-Zélande | Médaille de bronze | 1 h 8 min 2 s   |
| 2010  | Championnat des Pays-Bas                           | Pays-Bas         | Médaille d'or      | 2 h 3 min 41 s  |
| 2010  | Coupe d'Europe - l'étape de Senec                  | Slovaquie        | Médaille d'argent  | 1 h 58 min 14 s |